# 臨港グリーンバス
臨港グリーンバス（りんこうグリーンバス）は、かつて存在した川崎鶴見臨港バスの分離子会社で、京浜急行電鉄グループに属していた。2000年（平成12年）6月1日に会社設立、同年12月1日より運行開始。
営業所を示す略号はG（"Green" に由来）であった。担当路線は当初は川崎綱島線（川崎駅西口 - 綱島駅）のみであったが、この他にも親会社の川崎鶴見臨港バスから委託を受け、旧神明町営業所・塩浜営業所の路線を運行していた。
2007年（平成19年）4月1日から、川崎市バス上平間営業所の管理受託事業者になっていた。
2010年（平成22年）4月1日に全事業を親会社である川崎鶴見臨港バスに譲渡し、同年12月15日に会社解散した。

## 沿革
- 2000年（平成12年）
  - 6月1日 - 臨港グリーンバス株式会社設立[1]。
  - 12月1日 - バスの運行を開始[1]。
- 2001年（平成13年）4月1日 - 臨港グリーンバスへの運行委託（管理の受委託）を開始[1]。
- 2005年（平成13年）6月16日 - 塩浜営業所の全路線の運行を受託。
- 2007年（平成19年）
  - 3月18日 - PASMOサービス開始と同時に、臨港グリーンバスの車両にも導入。
  - 4月1日 - 川崎市バス上平間営業所の管理受託事業者となる[1]。
  - 4月1日 - 横浜市営バス72系統を移譲され、鶴11系統として引き継ぐ。
- 2008年（平成20年）11月10日 - 川崎鶴見臨港バス本社が川崎市川崎区日進町から川崎市川崎区中瀬へ移転[1]。これに伴い、臨港グリーンバス本社も移転。
- 2010年（平成22年）
  - 4月1日 - 全事業を川崎鶴見臨港バスに譲渡[1]。
  - 12月15日 株主総会決議により会社解散。

## 本社・営業所
- 本社（川崎鶴見臨港バス本社に併設） - 神奈川県川崎市川崎区中瀬3丁目21-6[2]
  - 会社設立時の本社は神奈川県川崎区日進町。川崎鶴見臨港バス本社移転と同時に移転。
- 川崎営業所（川崎鶴見臨港バス神明町営業所に併設） - 神奈川県川崎市幸区神明町1丁目73

## 路線一覧

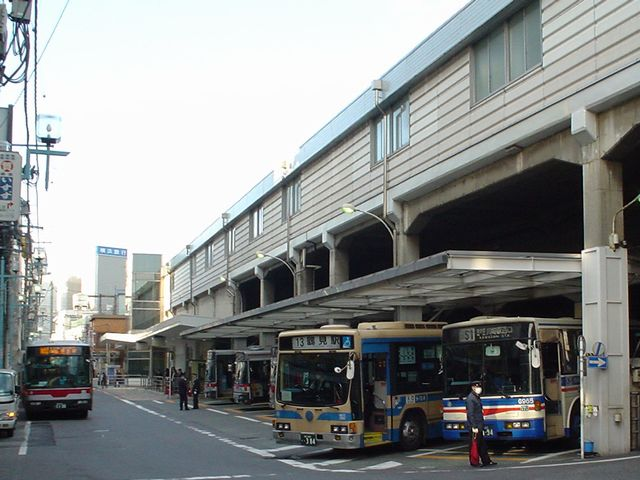
綱島駅バスターミナル
左から東急バス、横浜市営バス、臨港グリーンバスの3社局の車両が並ぶ

### かつての自社運行路線
臨港グリーンバスの解散後は、いずれも川崎鶴見臨港バス神明町営業所の所轄路線として運行されている。
- 川51（川崎綱島線）：川崎駅西口 - 尻手駅前 - 末吉橋 - 一の瀬 - 綱島駅
  - 起点の川崎駅西口と、終点側の綱島駅入口・綱島駅以外のすべての停留所が神奈川県道・東京都道140号川崎町田線上にある。川崎駅西口を出ると尻手黒川道路を末吉橋まで北上し、鶴見川を渡って一の瀬、樽町中央経由で綱島駅へ至る。
  - なお臨港バスの停留所名は、川崎市幸区小倉5丁目にある末吉橋東詰側を「末吉橋」、横浜市鶴見区上末吉の末吉橋西詰側を「末吉橋西詰」として区別しているが、「末吉橋西詰」と同じ場所にある横浜市営バスの停留所名は「末吉橋」となっている。

- 鶴11（三角線）：鶴見駅東口 - 三ッ池道 - 末吉橋西詰 - 江ヶ崎
  - 2007年（平成19年）4月1日より、横浜市営バスから72系統鶴見駅 - 江ヶ崎線を「横浜市生活交通バス路線維持制度」によって移譲され、系統番号を変更した上で鶴11系統・三角線として営業開始した。途中まで横浜市営13系統と並行するため本数は少ない。
  - 臨港バスの現行路線で、鶴見駅「東口」から内陸部へ向かう唯一の路線である。

### 出入庫系統
川崎営業所から川崎駅西口へ出庫する際には、川61（矢向線）として幸警察署 → 川崎駅西口間を、臨港グリーンバスの車両が営業運転する便も存在していた（時刻表上にも明記されていた）。川崎駅西口から川崎営業所への入庫は回送運転となるため、原則として川60の川崎駅西口 → 神明町車庫の運用に入ることはなかった。

## 車両

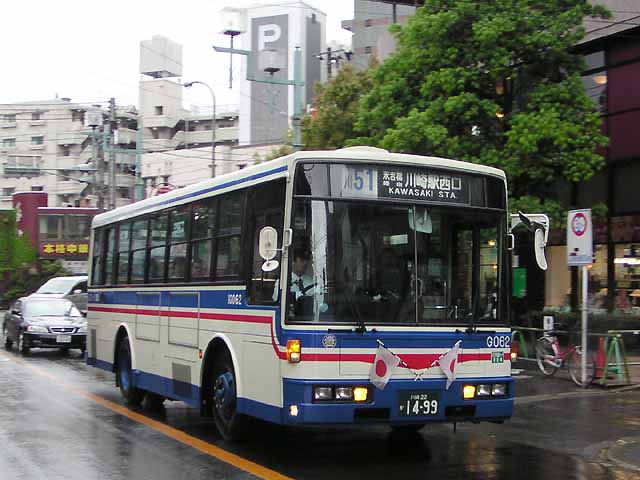
臨港グリーンバスの路線車の一例
川崎鶴見臨港バスからの移籍車 (1G062)
いすゞ製の大型9m車に富士重工製7E車体を架装している

川崎営業所の所属車両は、川崎鶴見臨港バス神明町営業所と同様、全車がいすゞ自動車製の車両で統一されていた。これは沿線にいすゞ自動車川崎工場が存在したためである。
川崎鶴見臨港バスからの移籍車と、臨港グリーンバスの自社発注車が在籍していた。社番は、臨港バスからの移籍車は、臨港バス在籍時の社番（「川崎鶴見臨港バス#車両」を参照）の営業所を示す記号をGに変更していた（例：1S029 → 1G029）。移籍車は主に富士重工架装(7E)架装の車両で、LVとLTの両方が在籍していた。自社発注車は導入順にGK001から付番していた。自社発注車は2004年度より導入が開始され、最初はエルガLTを導入した。2005年度以降はエルガの導入に切り替わった。2005年度はワンステップ車が導入されたが2006年以降は全車がノンステップバスでの導入となっている。2008年度まで自社発注車が導入され、鶴11用の車両を除いた臨港バスからの移籍車をすべて置き換えた。その後2010年4月に臨港グリーンバスに全車移籍することになるが、その際に社番のグリーンバス所属を示す「GK」の部分を本体所属の車両と同じ「1S」に書き換えている(例：GK001 → 1S001)。なお、移籍に伴う社番の重複は発生していない。
2024年に全ての移籍車が置き換えられ、元臨港グリーンバス所属車は全廃となった。